# Fimbricyclops jimhensoni
Fimbricyclops jimhensoni – gatunek widłonoga z rodziny Cyclopidae, jedyny przedstawiciel rodzaju Fimbricyclops. Gatunek i rodzaj opisała w 1993 roku amerykańska biolog Janet W. Reid z Narodowego Muzeum Historii Naturalnej w Waszyngtonie (część Smithsonian Institution). Widłonogi te odkryto na bromeliowatych na Portoryko.